# Radava
Radava (in ungherese Rendve) è un comune della Slovacchia facente parte del distretto di Nové Zámky, nella regione di Nitra.